# Magatzem Montsarra
El Magatzem Montsarra és un edifici del municipi de Torrelles de Foix (Alt Penedès) que forma part de l'Inventari del Patrimoni Arquitectònic de Catalunya.

## Descripció
És un edifici aïllat format per una nau central més alta i dues laterals (una de dos pisos i l'altra d'un sol pis) a banda i banda, més baixes que la central i una respecte de l'altra, amb coberta d'encavallada de fusta i teulada a dues vessants cadascuna d'elles. Les obertures exteriors tenen marcs d'arc rebaixat de maó, així com les línies de separació de pisos i el ràfec. La façana principal (reformada) conserva un gran arc de mig punt, també de maó.